# Mihajlo Timčišin

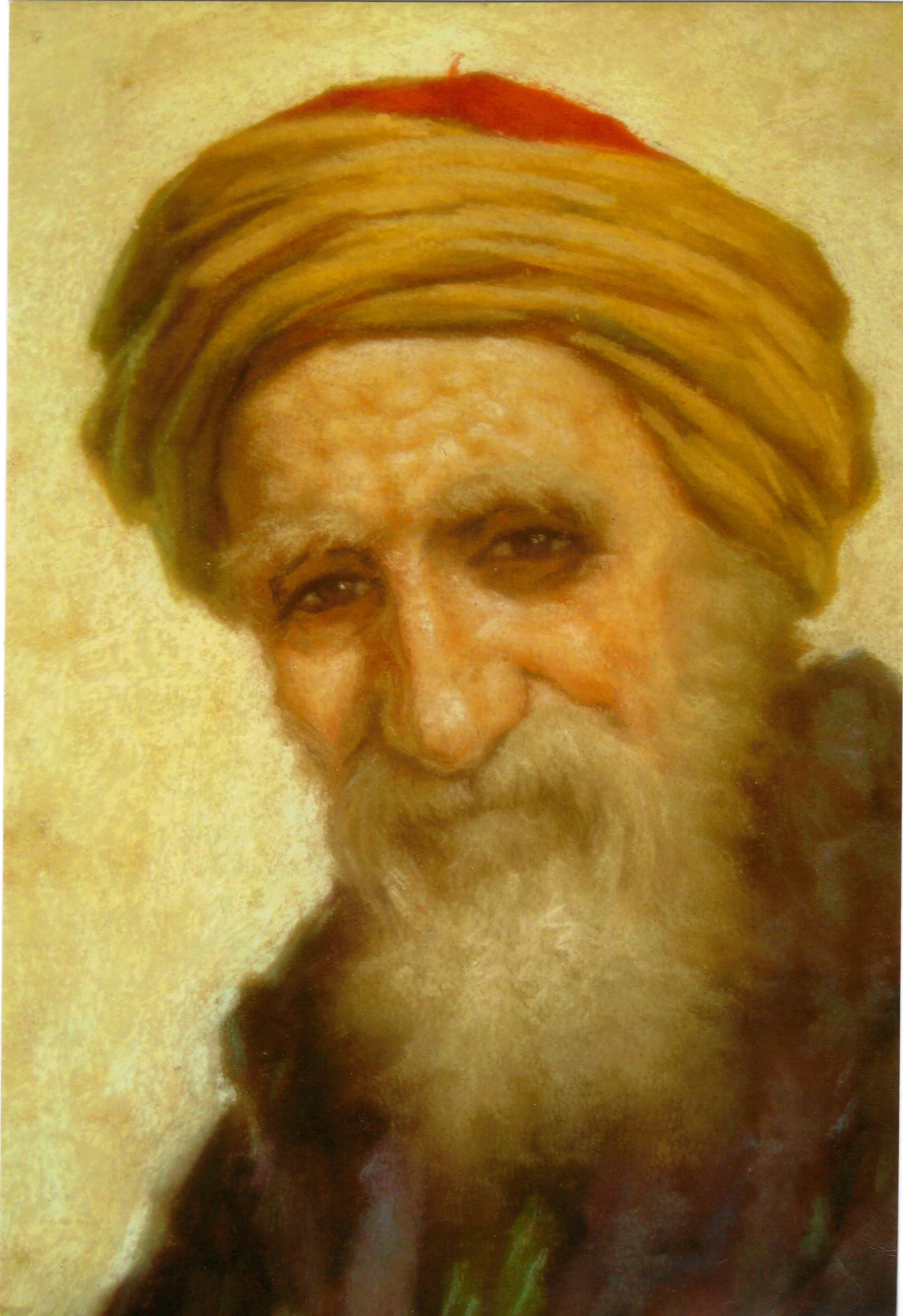
Mihajlo Timčišin:Porträt eines alten Mannes (um 1915)

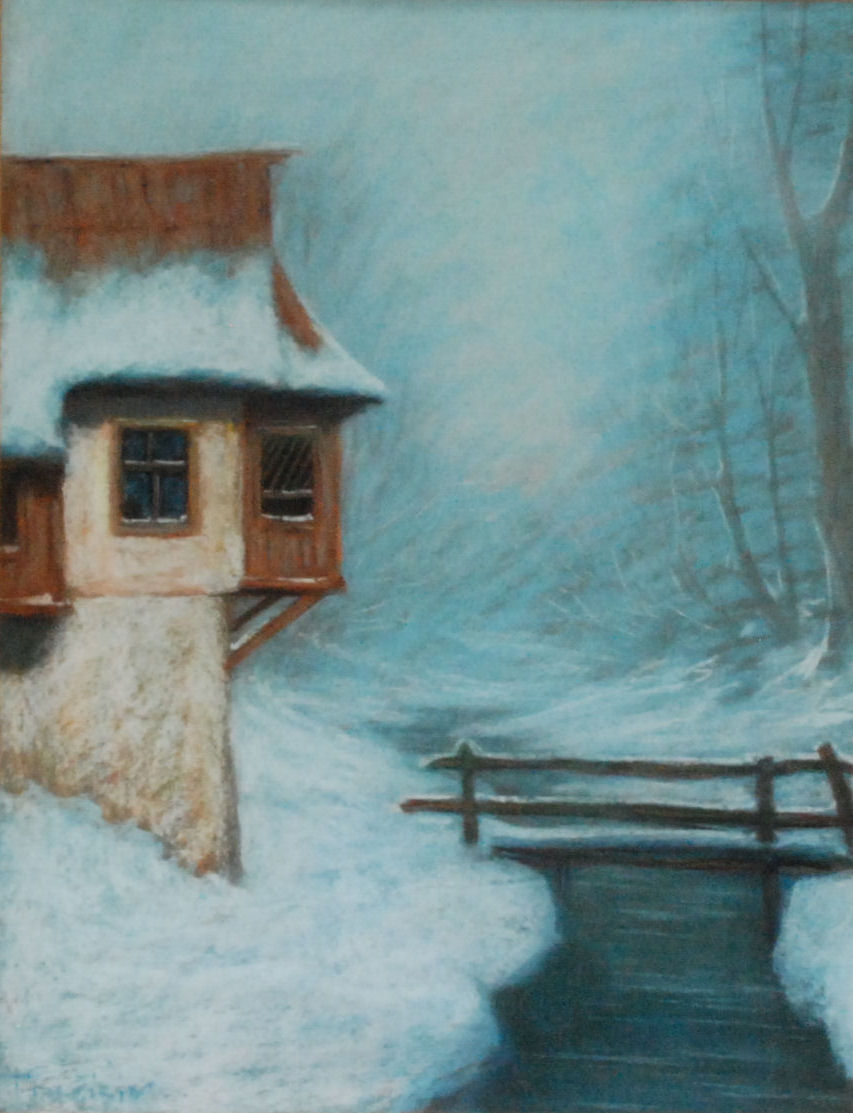
Frauenwohnhaus in den bosnischen Bergen (Kreide, um 1920), 48 cm × 63 cm.

Mihajlo Timčišin, auch Tymczyszyn (* 1889 in Srebrenica; † 18. September 1925 in Zagreb) war ein kroatischer Maler.

## Leben
Mihajlo Timčišin studierte an der Akademie der bildenden Künste in Wien (1908–1910) und an jener in Krakau (1910–1912). Ab 1919 war er als Zeichenlehrer an den Gymnasien in Banja Luka und Tuzla tätig. Künstlerisch pflegte er vor allem das Aquarell, das Pastell und die Kreidezeichnung. Bemerkenswert sind seine sensiblen Landschaften und seine Porträts. Er stellte unter anderem in Zagreb 1920 und 1923 aus.

## Zeitgenössische Berichte
- Timčišin, Obzor 22. XII 1923.
- Umro slikar Timčišin, Jutarnji list, 19. IX 1925.
- Smrt slikara Timčišina, Obzor, 19. IX 1925.

## Lexikalische Erwähnungen
- Enciklopedija likovnih umjetnosti, JLZ, Zagreb, 1966, 4, S. 422.
- Andreas Klimt, Michael Steppes: Enciclopedia universal de los artistas indice bio-bibliográfico A–Z, Verlag K.G. Saur, 1999